# Белорусское Полесье
Белору́сское Поле́сье (бел. Беларускае Палессе) — часть Полесья, находящаяся на территории Республики Беларусь. Составная часть Полесской низменности, постепенно переходящая в Прибугскую равнину на западе и Приднепровскую низменность на востоке.

## Территория
На севере ограничивается холмисто-равнинными пространствами центральной части Беларуси, на юге — Украинским Полесьем. Занимает значительную часть Брестской, Гомельской, небольшую часть на юге Минской и юго-западе Могилёвской области.
Простирается с запада на восток на 500 км, с севера на юг почти на 200 км, площадь более 60 тысяч км². Физико-географические районы (по В. А. Дементьеву): Брестское Полесье, Загородье, Мозырское Полесье, Припятское Полесье, Гомельское Полесье.

## Географическая поверхность Белорусского Полесья
Поверхность — водно-ледниковая и озёрно-аллювиальная песчаная низина с древними надпойменными террасами, слабым наклоном на юго-восток, на небольшом участке в бассейне Западного Буга на запад, с близким к поверхности уровнем залегания грунтовых вод. Абсолютная высота 100—150 м.
В наиболее пониженной части низины (100—130 м) с почти плоским рельефом встречаются крупные массивы болот (Поддубичи, Великий Лес, Выгонощанское болото, Гричин, Загальский и др.) и обширные заболоченные участки с песчаными дюнами, микрохолмами, озёрными котловинами и древними береговыми валами Припяти и её притоков, частично переработанные эоловыми процессами.
Отдельные моренные гряды (Мозырская, высота 208 м) и возвышенности (Хойникско-Брагинская, Юровичская и др.) образовались в результате деятельности днепровского и сожского ледников и в особенности талых вод, вытекавших из-под них, и вод поозерского ледника (поступали по долинам рр. Зельвянки, Щары, Березины, Днепра и др.). Большую роль в формировании современного рельефа сыграли аккумулятивная деятельность Припяти и её главных притоков (широкие надпойменные террасы нижних течений) и процессы заболачивания пониженных участков территории в голоцене. По природным условиям выделяются пойма Припяти, поймы нижних течений её правых и левых притоков и небольшие островки первых надпойменных террас (Туровский остров лёссовидных пород и др.). В прирусловой и бугристой части пойм встречаются развеваемые пески, в притеррасной — глубокие высокозольные низинные торфяники.

## ТектоникаБелорусского Полесья
Крупнейшие тектонические структуры Белорусского Полесья: Припятский прогиб, Брестская впадина и Полесская седловина. Кристаллический фундамент разбит разрывными тектоническими нарушениями на блоки, опущен на глубину до 4—6 тысяч м во впадинах и приподнят до 100—115 м над уровнем моря в пределах Микашевичско-Житковичского выступа.
Брестская впадина и Припятский прогиб заполнены мощной толщей протерозойских, палеозойских отложений, перекрытых мезозойскими, палеогеновыми и неогеновыми. Аптропогеновые отложения (водно-ледниковые, древние и современные аллювиальные и озёрные супеси и пески, частично ледниковые и лёссовидные суглинки полигенетического типа) образуют покров мощностью 20—60 м. Сложное тектоническое строение, развитие карстовых явлений и наличие древних промоин в меловых отложениях, а также невыдержанность на площади водоупорных толщ в аптропогеновых отложениях создают благоприятные условия для гидравлических связей глубинных водоносных горизонтов с поверхностными и для заболачивания территории. В результате подтока подземных вод из более глубоких горизонтов почвенно-грунтовые воды, почвы и растения обогащаются некоторыми хим. микроэлементами и СаСО3. Вдоль тектонических нарушений высокоминерализованные воды иногда выходят на поверхность.

## Полезные ископаемые
Полезные ископаемые: нефть (Осташковичское, Речицкое, Вишанское, Давыдовское, Золотухинское, Тишковское и др. месторождения), калийные и каменная соли (Старобинское и Петриковское месторождения), каменная соль (Давыдовское и Мозырское месторождения), торф, горючие сланцы (Туровский, Любанский и Старобинский участки), бурый уголь (Житковичское, Бринёвское, Тонежское месторождения), стекольные и формовочные пески, каолин (месторождения Люденевичи, Дедовка, Ситница), строительный камень (гранит, гранодиорит, диорит) (Микашевичское, Житковичское, Глушковичское месторождения), тугоплавкие глины (в Столинском районе). Месторождения болотных железных руд, охры, вивианита. Распространены кирпичные глины и суглинок, силикатные и строительные пески, гравий, в отторженцах — мел и глины. Есть высокоминерализованные термальные воды (Глуск, Ельск, Мозырь и др.).

## Климат
Климат тёплый, неустойчиво-влажный, на юго-востоке приближающийся к лесостепному. Средняя температура января от —4,4° на 3ападе до — 7° на востоке (миним. — 36 °C), июля от 18° до 19° (макс. 38 °C). Осадков 520—645 мм в год. Вегетационный период 193—208 сут.

## Реки и озёра
Основная река — Припять с притоками Пина, Ясельда, Цна, Смердь, Лань, Случь, Бобрик, Птичь, Тремля, Ипа, Вить, Брагинка, Турья, Стоход, Стыр, Горынь, Ствига, Уборть, Словечна и др. Через Белорусское Полесье протекает Днепр с притоками Березина и Сож, на западе — Буг с притоком Мухавец.
Малые уклоны русел и широкие поймы образуют благоприятные условия для аккумуляции речной воды в период половодья и летних ливневых паводков. Притоки Припяти имеют больший уклон и более быстрое течение, в результате чего происходит разлив Припяти на прилегающих территориях и их заболачивание. Каналы Днепровско-Бугский (судоходный) и Огинский (не действует). Густая сеть мелиоративных каналов и канав. Крупнейшие озёра: Червоное, Выгоновское, Чёрное, Споровское, Бобровичское, Ореховское, Белое и др. Много небольших озёр в поймах рек. Наиболее крупные водохранилища Киевское (частично в пределах Белоруссии) на Днепре и Солигорское на Случи.

## Почвы Белорусского Полесья
Почвы дерново-подзолистые на моренных и лёссовидных суглинках на севере Белорусского Полесья, в Загородье, на Мозырской гряде и Хойникско-Брагинской возвышенности, у Турова, дерново-подзолистые на песках со сравнительно глубоким уровнем залегания грунтовых вод («сухие пески») встречаются в центральной части Полесья, дерново-подзолистые заболоченные (глееватые и глеевые) на песках 1-й и 2-й надпойменных террас («мокрые пески»), дерново-заболоченные преим. на песках с близким уровнем залегания почвенно-грунтовых вод, торфяно-болотные преобладают на низинных болотах, аллювиальные дерново-глеевые и торфяно-болотные в поймах, дерновые и дерновые перегнойно-карбонатные на супесчаных и пылевато-суглиистых мергелистых породах в долине среднего течения Припяти у Турова и Давид-Городка, в поймах Горыни, Ствиги и Брагинки.
Леса занимают около 43 % территории. Широколиственно-хвойные (в том числе сосновые и дубово-сосновые) распространены на водоразделах и надпойменных террасах. На левобережье Припяти встречаются небольшие участки широколиственно-еловых лесов. На пологих склонах возвышенностей и ровных территориях надпойменных террас широколиственные леса, в основном дубравы, переходящие на увлажнённых плодородных участках в ясенево-дубовые и ясеневые, а на низинных болотах в чёрноольховые и пушистоберёзовые леса.
На вырубках и пожарищах берёзовые и осиновые, в поймах рек сохранились дубовые и ольховые леса. Распространены низинные и заливные луга. Встречаются (озеро Смержов, окрестности озера Червоное) доантропогеновые растения-реликты: водяной орех плавающий, сальвиния (водяной папоротник), альдрованда пузырчатая, рододендрон жёлтый. Природный ландшафт сохраняется в Припятском национальном парке.